# Mesnil-en-Ouche
Mesnil-en-Ouche é uma comuna francesa na região administrativa da Normandia, no departamento de Eure. Estende-se por uma área de 165.40 km². Em 2010 a comuna tinha 4 746 habitantes (densidade: 28,7 hab./km²).
Foi criada em 1 de janeiro de 2018, após a fusão das antigas comunas de Ajou, La Barre-en-Ouche, Beaumesnil (sede), Bosc-Renoult-en-Ouche, Épinay, Gisay-la-Coudre, Gouttiéres, Granchain, Jonquerets-de-Livet, Landepéreuse, La Roussière, Saint-Aubin-des-Hayes, Saint-Aubin-le-Guichard, Sainte-Marguerite-en-Ouche, Saint-Pierre-du-Mesnil e Thevray.